# Gaston Lindor
Pour les articles homonymes, voir Lindor.
Gaston Lindor, né le 7 novembre 1929 à Cayenne en Guyane, est un saxophoniste et auteur-compositeur français.
C'est à lui que l'on doit la cérémonie des Lindor de la musique guyanaise.

## Biographie
Gaston Lindor né à Cayenne le 7 novembre 1929, d'un père originaire de Macouria et d'une mère cayennaise, est un grand saxophoniste guyanais. Il passe son adolescence dans le chef-lieu où il effectue ses classes primaires au Petit Collège et ses classes secondaires au Lycée Félix Eboué.
Engagé dans l’armée à l’âge de 17 ans, il se rend en Indochine où il approfondit la pratique du saxophone. Dégagé de l’armée, il travaille chez Renault, chez Citroën, pour la RATP. Il joue également du saxophone le dimanche dans une boîte tenue par le clarinettiste martiniquais Clodomir. Il fait plusieurs tournées en Europe où il est très apprécié. Entre 1960 et 1967, il sortira la plupart de ses disques chez le producteur RCA : Ô ma Guyane, Anglina, Boléro dans la nuit, La pointe aux piments, Maman tchimbé mo ren et bien d’autres.
Pendant cette époque, il se rend également en Algérie avec le ballet guyanais mont par Carl Montana. En 1961 il joue régulièrement à « la Taverne » dans le quartier de Belleville et en 1963, de retour à Cayenne il anime les soirées carnavalesques du « Guiana Palace ». Son dernier passage date de 1991.